# Лачиновка
Лачиновка — деревня в Колышлейском районе Пензенской области, входит в состав Лачиновского сельсовета.

## География
Деревня расположена на берегу речки Падучка (приток Камзолки) в 6 км на юго-восток от центра сельсовета села Красная Горка и в 23 км на юг от районного центра посёлка Колышлей.

## История
Основана на казенных землях, полученных А.Л. Нарышкиным и проданных помещику Петру Лачинову. В 1811 г. Лачинов привез крестьян из Московской, Рязанской и Тамбовской губерний. С 1860-х гг. – селение Чубаровской волости Сердобского уезда Саратовской губернии. В 1877 г. – 92 двора, ветряная мельница. В 1911 г. работала земская школа, открытая в 1910 г., в 1912 г. началось строительство каменной школы, в 1916 г. в ней было 123 ученика и 2 учителя.
С 1928 года деревня являлась центром сельсовета Колышлейского района Балашовского округа Нижне-Волжского края (с 1939 года — в составе Пензенской области). В 1959 году — в составе  Чубаровского сельсовета. В 1980-е годы — в составе Лачиновского сельсовета.

## Население
| 1859 | 1877 | 1897 | 1911 | 1926 | 1939 | 1959 |
| ---- | ---- | ---- | ---- | ---- | ---- | ---- |
| 726  | ↘614 | ↗788 | ↗898 | ↘892 | ↘718 | ↘634 |
| 1979 | 1989 | 1996 | 2002 | 2010 |      |      |
| ↘334 | ↘170 | ↘151 | ↘147 | ↘83  |      |      |